# 若戸大橋
若戸大橋（わかとおおはし）は、福岡県北九州市洞海湾にかかる戸畑区と若松区を結ぶ橋。かつては日本道路公団が建設し、北九州市道路公社が管理していた有料道路の名称でもあったが、2018年12月1日に無料化された。現在は全線が国道199号に属する。戦後日本の長大橋の始まりである西海橋の架橋技術を用い、建設当時は東洋一の吊橋だった。ETCは北九州高速道路への乗継ぎの場合のみ利用可能であった。国の重要文化財に指定されている。

## 概要

### 路線データ
- 起点 : 福岡県北九州市戸畑区川代一丁目
- 終点 福岡県北九州市若松区本町三丁目
- 全長 : 2.1 km
- 車線数 : 4車線

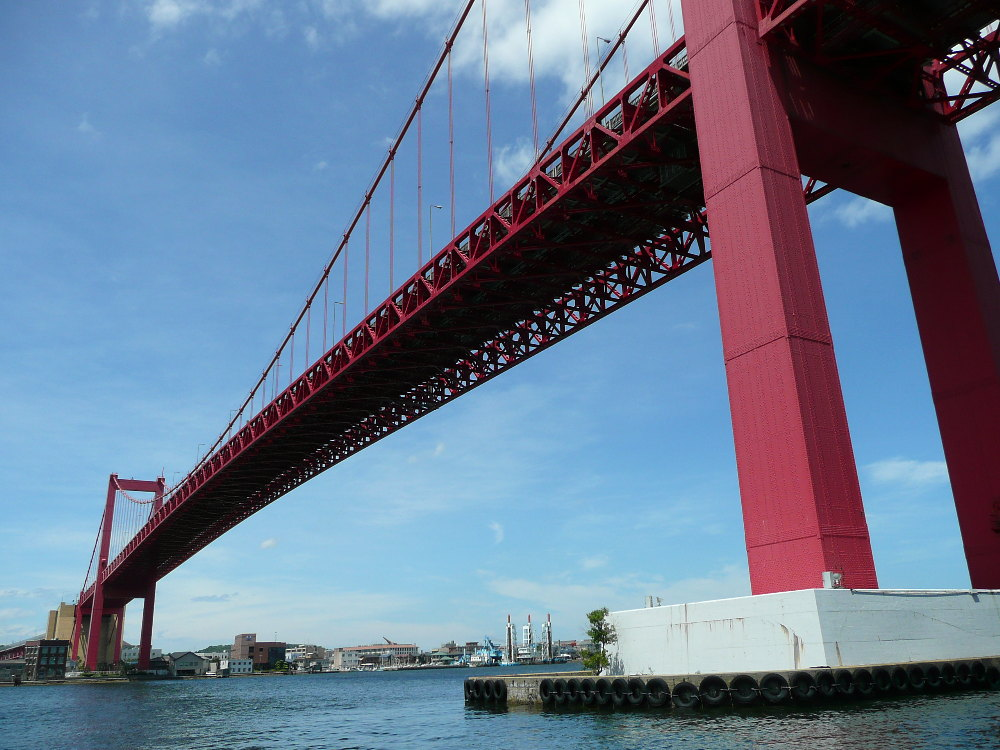
戸畑渡場から見上げた若戸大橋

- 通行料金 : 無料（2018年12月1日0時以降）
  - 2018年11月30日以前は、軽自動車50円、普通車100円、大型車150円[4]
  - 北九州市は2018年5月24日、若戸大橋と若戸トンネルを2018年12月1日午前0時から無料化する方針を固めた[4] 。当初、2027年度の無料化を想定していたが、無料化に対する市民の要望が強いとして、2018年末に早めると表明していた[5]。

## 歴史
- 1927年 : 若松市の財界から洞海湾へのトンネル建設構想が浮上[6]。
- 1930年4月2日 : 若戸渡船転覆事故、73名が死亡[6]。
- 1936年 : 福岡県議会が洞海湾トンネル計画を議決[6]。
- 1938年 : 内務省が洞海湾トンネル計画の施行を認可、その後日中戦争に伴い中断[6]。
- 1943年 : 内務省がトンネル計画を再認可、その後太平洋戦争に伴い頓挫[6]。
- 1952年 : 道路整備特別措置法施行、福岡県が洞海湾への架橋計画の現地調査を開始[6]。
- 1953年 : 2級国道199号門司・八幡線を指定[6]。
- 1955年 : 建設省が若戸橋出張所を若松市に設置、架橋計画調査を本格化[6]。
- 1956年 : 日本道路公団設立、架橋計画を建設省から公団に移管する[6]。
- 1958年
  - 4月 : 工事説明会実施[6]。
  - 5月1日 : 若戸大橋工事事務所設置[6]。
  - 8月26日 : 事業許可交付[6]。
- 1959年3月30日 : 若松市役所前にて起工式実施[6]。
- 1962年9月26日 : 竣工（供用開始は9月27日）[6]。当初の償還期限は30年後の1992年9月26日まで。
- 1962年9月28日 - 11月25日 : 橋開通を記念した「若戸大橋完成記念 - 産業・観光と宇宙大博覧会」（若戸博）を、戸畑市の戸畑橋台周辺と若松市の高塔山公園で開催[7]。
- 1963年9月25日 - 27日 : 開通1周年を記念して、第1回若戸大橋みなと祭開催、併せて「若戸大橋の女王」募集[8]。
- 1972年2月1日 : 歩行者の通行料金が無料化[6]。
- 1979年8月 : 福岡県幹線道路協議会にて4車線化が提案される[6]。
- 1982年12月21日 : 4車線拡幅都市計画を認可[6]。
- 1984年4月 : 事業変更認可[6]、4車線化工事着工。
- 1987年5月31日 : 歩道廃止[6]。
- 1989年4月10日 : 消費税導入にともなう通行料金の一部改定。
- 1990年3月31日 : 4車線化工事完成、拡張部供用開始。北九州高速2号線の戸畑出入口 - 若戸出入口間開通により、北九州高速と直結する。4月1日から料金改定とともに償還期限が21年延長されて2013年9月26日までとなった。
- 1997年4月1日 : 消費税等の改定にともなう通行料金の一部改定（回数券のみ）。
- 2005年4月4日 : 管理者変更を行うため、一時的に国道199号の区間から外され（北九州市告示第359号、第360号）、北九州市道川代本町1号線となった。
- 2005年9月30日 : 管理者が日本道路公団から北九州市に変更された[6]。
- 2006年4月1日 : 管理者が北九州市から北九州市道路公社に変更された[6]。
- 2006年4月28日 : 再び国道199号の区間となった（北九州市告示第237号、第238号）。
- 2006年8月1日 : 若戸トンネル（新若戸道路）と一元管理することを前提に、通行料金が値下げされた。これに伴い、償還期限が2029年6月13日までに再延長された（北九州市道路公社公告1号、北九州市公報1501号掲載）。
- 2011年 : 開通50年を前に大規模補修工事開始[6]。
- 2012年9月14日 : 若戸トンネルの工事完了および供用開始（翌15日）に伴い、償還期限が2年短縮され2027年12月6日までとなった（北九州市道路公社公告2号、北九州市公報2891号掲載）。
- 2012年9月27日 : 開通50周年。
- 2013年4月 : 若松橋台内に学校行事・研修団体向けの展示室「アビュレッド・ブリジアム」を開設[9][1]。
- 2014年11月27日 : 2018年末までに無料化することが北九州市から発表される[5]。
- 2018年12月1日 : 若戸大橋と若戸トンネルが午前0時から無料化[4]。
- 2022年2月9日 : 国の重要文化財に指定[10][11][12]。
- 2024年1月15日 : 制限速度が40km/hから50km/hに変更される[13]。

## 施設
- 戸畑IC[14]
  - 若戸PA（上り線（戸畑方面）のみ）
- 若戸大橋口交差点（国道199号に接続）

廃止

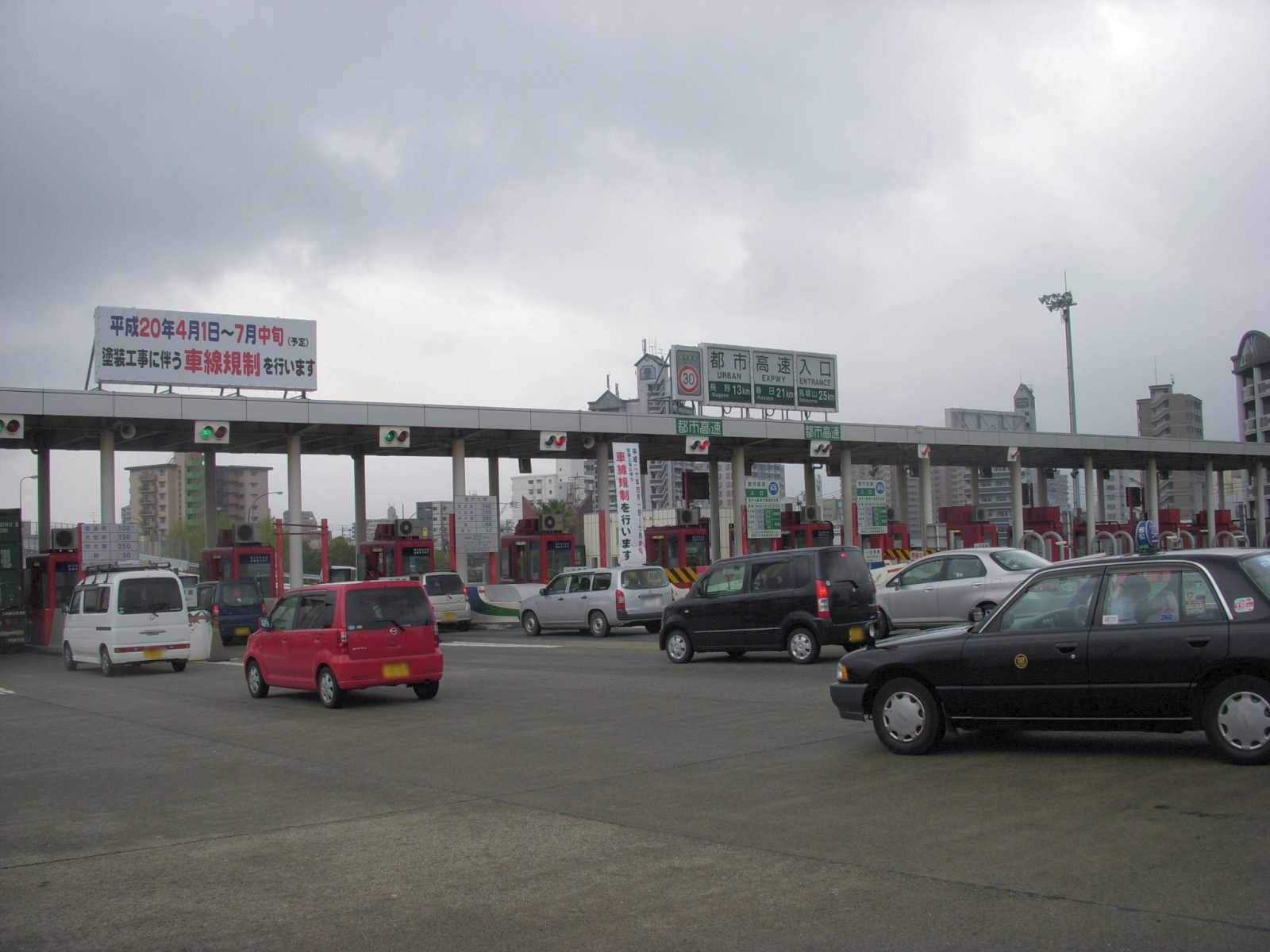
若戸大橋本線料金所（北九州市戸畑区）

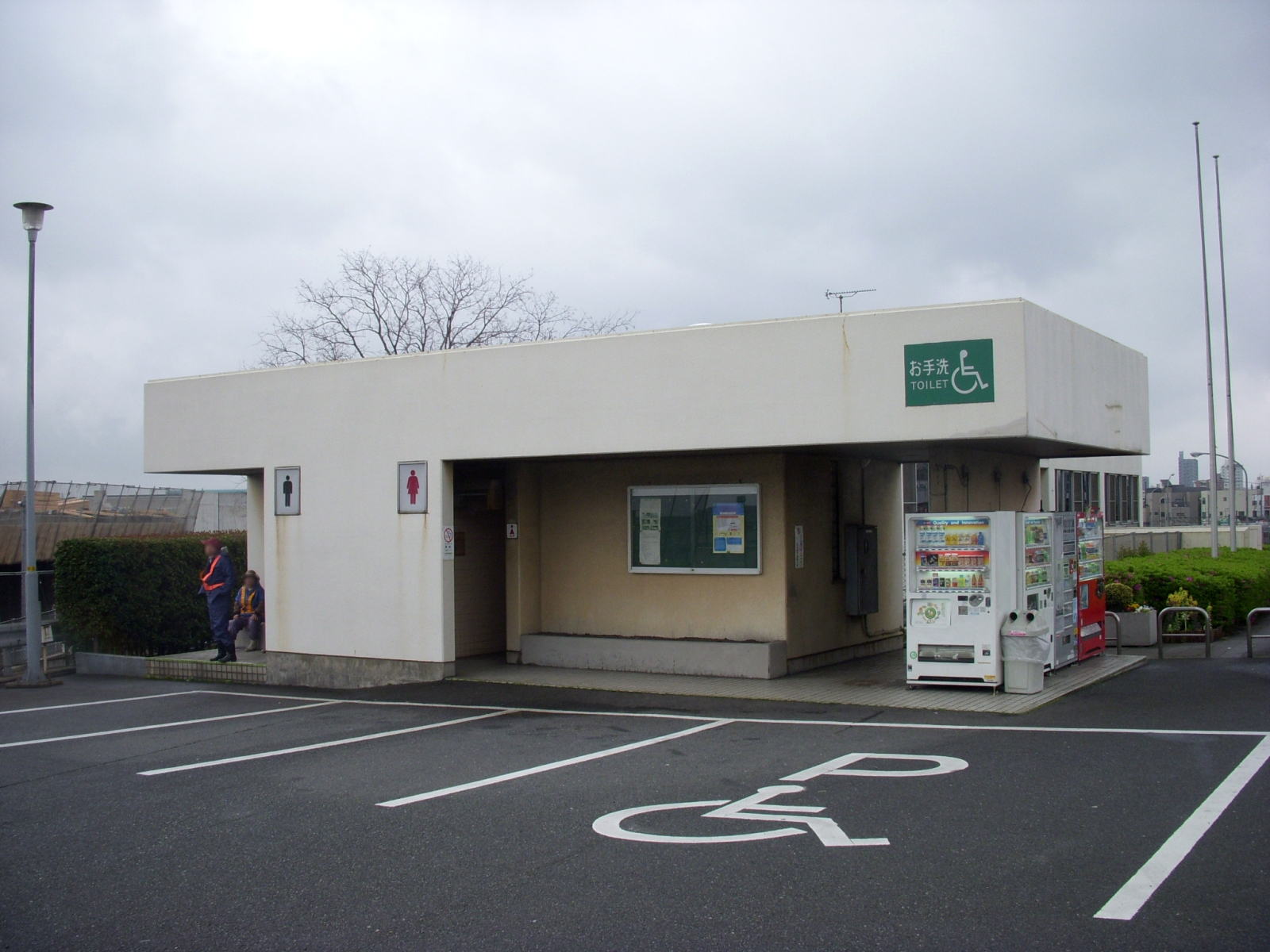
若戸パーキングエリア（料金所・北九州市道路公社隣接）

- 若戸大橋料金所（国道199号・北九州高速2号線若戸出入口に接続） - 若戸大橋から都市高速を利用する場合、若戸大橋料金所では料金を収受せず、戸畑本線料金所で高速料金と合わせて収受していた。

## 廃止された歩道
若戸大橋は開通当初2車線で、戸畑橋台から若松橋台までの区間の車道外側には歩道が設置されており、歩行者のほか自転車と原動機付自転車が利用できた。橋台内部に設置された客用エレベータにより昇降し、車と反対の右側を一方通行した。
橋台上の歩道始点と終点には西鉄バス（西鉄バス北九州発足前）と北九州市営バスのバス停（若松橋台バス停、戸畑橋台バス停）が設置され、若戸大橋を渡る路線バスが停車した。また、橋台最上部に展望台が設けられ、歩道から階段で登ることができた。
開通当初はすべて有料（原動機付自転車は車道利用の料金と同額）であったが、1971年2月1日から歩行者のみ無料となった（同時に海門橋、銚子大橋、尾道大橋、音戸大橋、関門トンネル、天草五橋も歩行者が無料になった）。
渋滞対策のため歩道を車道にして4車線化することになり、1987年5月に歩道は廃止され、客用エレベータと展望台も撤去された。なお、取り付け道路部分の拡張については、若松側、戸畑側とも現道の北側に平行して道路を建設し、4車線化後は現道が下り車線、新道が上り車線となった。

## 交通渋滞
開通から、北九州市中心部と若松区中心部を結ぶ唯一の道路（他に八幡西区を経由する方法もあるが大回り）として機能してきたが、加えて近年、若松区北部（響灘地区）への企業進出が活発化したこともあり、交通量は増加傾向にあり、とりわけ朝夕は慢性的に渋滞していた。その抜本的対策のため、若戸トンネル（新若戸道路）の建設が進められ、2012年9月15日に開通した。

## 路線バス
開通当初から西鉄･北九州市営の相互によってバスの乗り入れが実施された。西鉄は当初は筑豊地区や行橋/中津方面・1980年代以降は福岡（天神･博多駅）地区への高速バスなど広範囲に長距離路線バスを運行していたが、2018年時点では若松駅から小倉や戸畑･八幡東区方面までの短距離便の運行がメインとなっている。若松区側は大橋周辺にある2箇所（戸畑方面向きは１か所のみ）に乗り入れるのみとなっている。交通局は当初から市内東西軸の運行を行っており若松区内各地から戸畑駅・小倉都心を結ぶバスを運行している。有料道路であったこともあり距離に比して高額な運賃設定がされてきた。橋の両端にある若松区大橋通り - 戸畑区幸町停留所の運賃は平成以降長らく両社250円で統一されていたが、2006年の若戸大橋通行料金値下げ時に10円の値下げが実施され両社局240円に、その後2012年に市営バスのみが値上げされた。この時点で西鉄が240円、市営は270円となり社局間での運賃格差が生じた。2014年には消費税率の改定に伴う値上げが実施され無料化直前の2018年11月時点で西鉄250円、市営280円であった。2018年12月より両社局共に運賃改定が実施された。西鉄バスは対キロ運賃と特殊区間運賃の合算で賃率計算しているが、そのうちの大橋通行料の加算を廃止したため距離運賃の170円に値下がりしたのに対し、交通局は全線が区間制運賃となっており、区間の見直しは実施されず4区280円のまま特定10円割引で270円となっており、運賃･定期券などの社局間格差が拡大した。

## 老朽化問題
1962年の供用開始から60年以上が経過しており、橋の老朽化が指摘されている。
従来徴収していた通行料（約13億円/年）は建設費用の返済と維持管理費（5億円/年）に充てられていたが、橋の無償化を公約にしていた北橋健治市長（当時）によって2018年12月に無償化された。しかし市が債務返済を優先したのに加えて無償化以前から長年に渡って大規模補修の予算が確保されない状態が続いており、2023年5月には橋から金属片（約1キログラムの部品）が落下する事故が発生。2023年2月に市長に就任した武内和久は2024年度予算での橋の維持管理費を大幅に増額した。
2024年、9年ぶりに塗り替えに着手。今回は、過去6回分の塗装被膜を剥がして行うもので、長寿命化を目的にするもの。完成は2032年度、費用は約90億円。

## ギャラリー

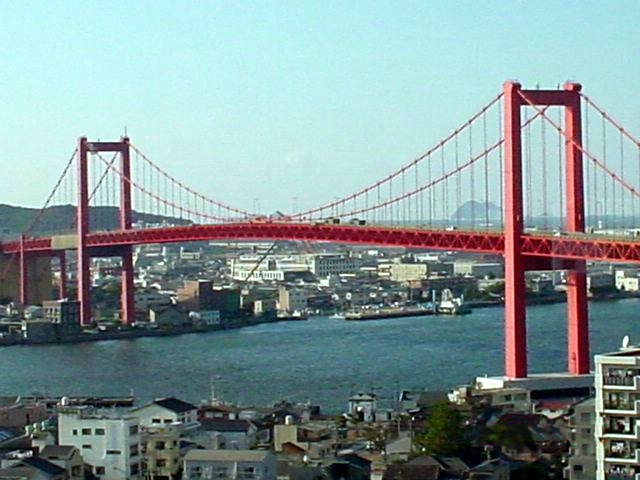
若戸大橋、ウェルとばたから
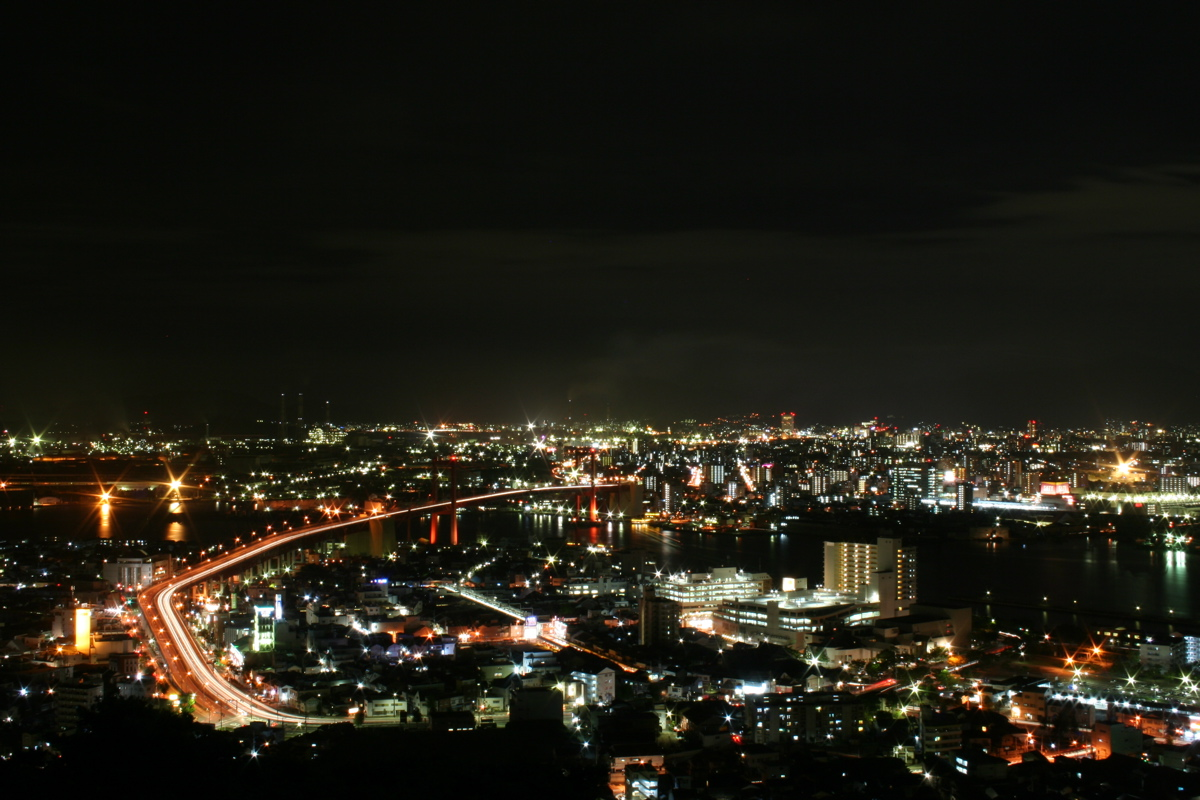
夜の若戸大橋、若松から
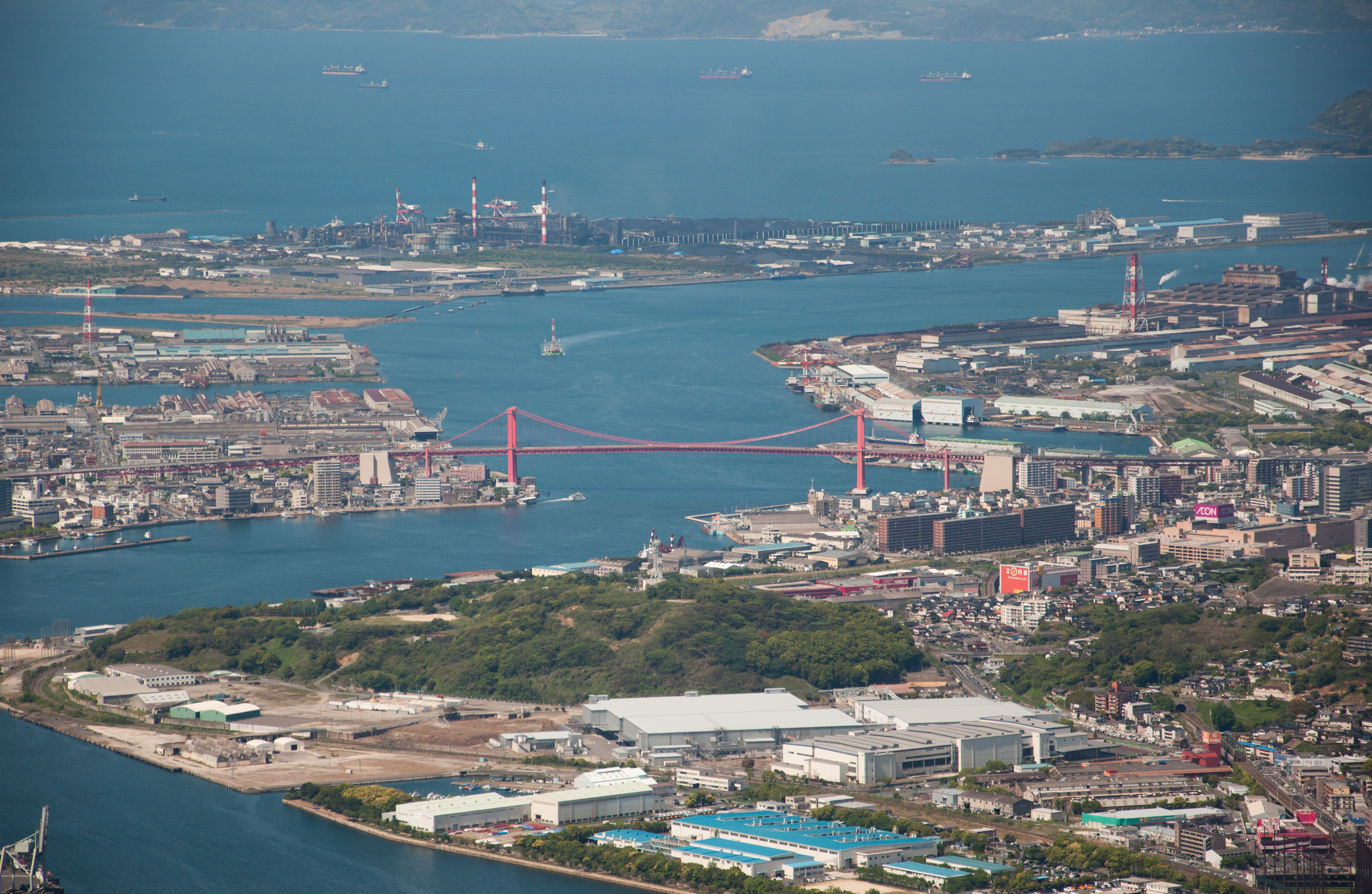
皿倉山頂上から
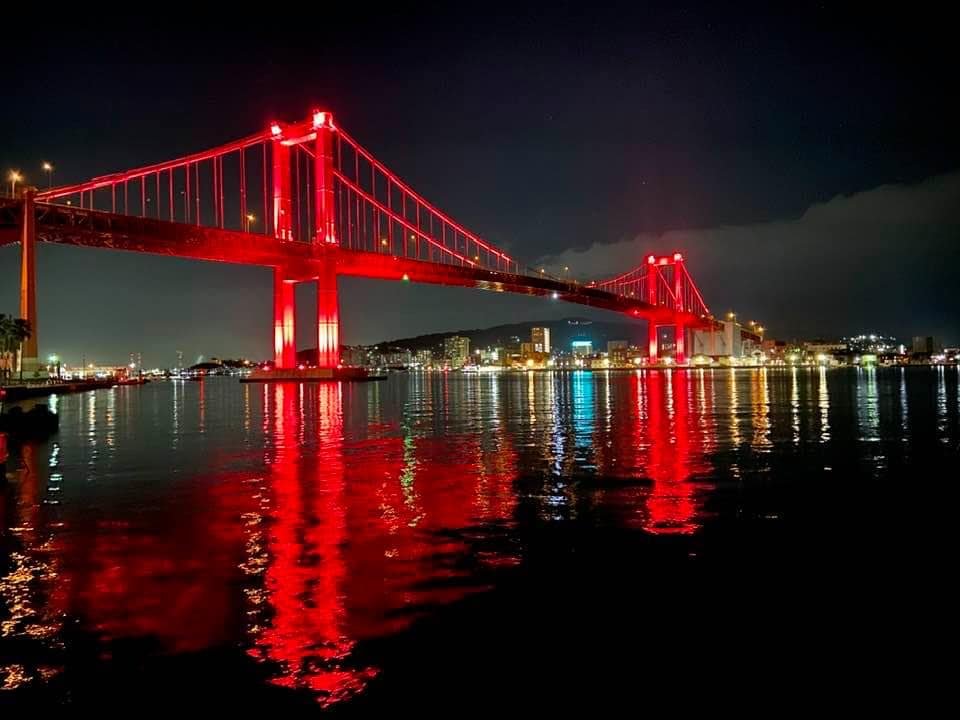
夜の若戸大橋　戸畑から

## 発行物
- 1962年9月26日、若戸大橋開通記念の額面10円の切手が発行された。

## テーマソング
若戸大橋50周年に「赤い橋の下で…」作詞作曲：鎌倉規匠（若戸大橋宣伝大使）/白井貴子が制作された。
両岸をつなぐという意味を込め、北九州市少年少女合唱団（戸畑側）・若松少年少女合唱団（若松側）合同の合唱バージョン等が収録されている。

## イベント
- くきのうみ花火の祭典（7月） - 洞海湾で行われる花火大会。若戸大橋を使用したナイアガラ花火が見所の1つ。なお、ナイアガラ花火の間は通行止めになる。
- 若戸大橋1DAYレッドウォーク - 開通50周年を記念し、2012年10月28日に開催。全線を通行止めにし8,450人が参加、橋を人が歩くのは歩道廃止以来、25年ぶりのこととなる。翌2013年にも市制50周年記念行事の一環として1万人が参加するウォーキングイベントが行われた。

## 舞台となった作品
- 社長漫遊記（東宝映画・1963年） - 劇中で開通式に出席。
- 宇宙大怪獣ドゴラ（東宝映画・1964年） - 劇中でドゴラに破壊される。
- 大都会PARTII（日本テレビ系） - 第51話（1978年3月21日放送）「北九州コネクション」
- 神様のくれた赤ん坊（松竹映画・1979年） - 歩道があった頃にラストシーンで桃井かおりと渡瀬恒彦が歩いている。
- 玄海つれづれ節（東映映画・1986年） - 歩道でのシーンが複数回ある（公開翌年に歩道が廃止）。